# Браззавиль
Браззави́ль (фр. Brazzaville) — столица и самый густонаселённый город Республики Конго. Расположен на правом берегу реки Конго, напротив Киншасы. Население на 2023 год составляло 2 145 783 человек. В Браззавиле проживает треть населения Республики Конго и работает около 40 % человек, занятых не в сельском хозяйстве.

## Этимология
Был основан 3 октября 1880 года как французский военный пост на реке Конго по приказу командующего французской экспедицией Пьера Саворньяна де Браззы. Город, выросший со временем из этого поста, получил название в честь своего основателя Браззавиль (фр. ville — «город»).

## География
Браззавиль расположен на правом берегу реки Конго, напротив Киншасы, столицы Демократической Республики Конго. Площадь: 100 км². Это единственное место в мире, где две столицы находятся в пределах видимости друг друга (исключая Ватикан и Мальтийский орден). К востоку от города расположен малообитаемый остров Мбаму (180 км²).
Город связан железной дорогой и автомагистралью с портом Пуэнт-Нуар. Вокруг Браззавиля находятся обширные саванны, в которых обитают типичные для данного биома животные: антилопы, жирафы, гепарды, множество птиц и змей. В реке Конго распространены крокодилы. Ландшафт относительно плоский, город расположен на высоте 230 метров над уровнем моря. Но моста через Конго в Киншасу нет — работают только паромные переправы.
Климат Браззавиля экваториальный, с хорошо выраженными сухим и влажным сезонами. Среднегодовая температура воздуха — 25,3 °С. Годовая сумма осадков — 1388 мм. Влажный сезон длится с октября по май, сухой — с июня по сентябрь. В июле и августе обычно отсутствуют какие-либо существенные осадки. Среднегодовая скорость ветра — 2,3 м/с.
| Показатель                                     | Янв. | Фев. | Март | Апр. | Май | Июнь | Июль | Авг. | Сен. | Окт. | Нояб. | Дек. | Год  |
| ---------------------------------------------- | ---- | ---- | ---- | ---- | --- | ---- | ---- | ---- | ---- | ---- | ----- | ---- | ---- |
| Абсолютный максимум, °C                        | 37   | 38   | 37   | 41   | 37  | 32   | 33   | 33   | 37   | 37   | 37    | 37   | 41   |
| Средний суточный максимум, °C                  | 29   | 30   | 30   | 30   | 30  | 27   | 26   | 27   | 29   | 29   | 28    | 28   | 28,6 |
| Средний суточный минимум, °C                   | 22   | 22   | 23   | 23   | 22  | 20   | 19   | 20   | 21   | 22   | 22    | 22   | 21,5 |
| Абсолютный минимум, °C                         | 18   | 18   | 16   | 18   | 17  | 13   | 12   | 11   | 17   | 17   | 14    | 13   | 11   |
| Норма осадков, мм                              | 154  | 136  | 170  | 196  | 124 | 7    | 2    | 4    | 34   | 136  | 254   | 171  | 1388 |
| Источник: Gaisma Мир путешествий и приключений |      |      |      |      |     |      |      |      |      |      |       |      |      |

## История

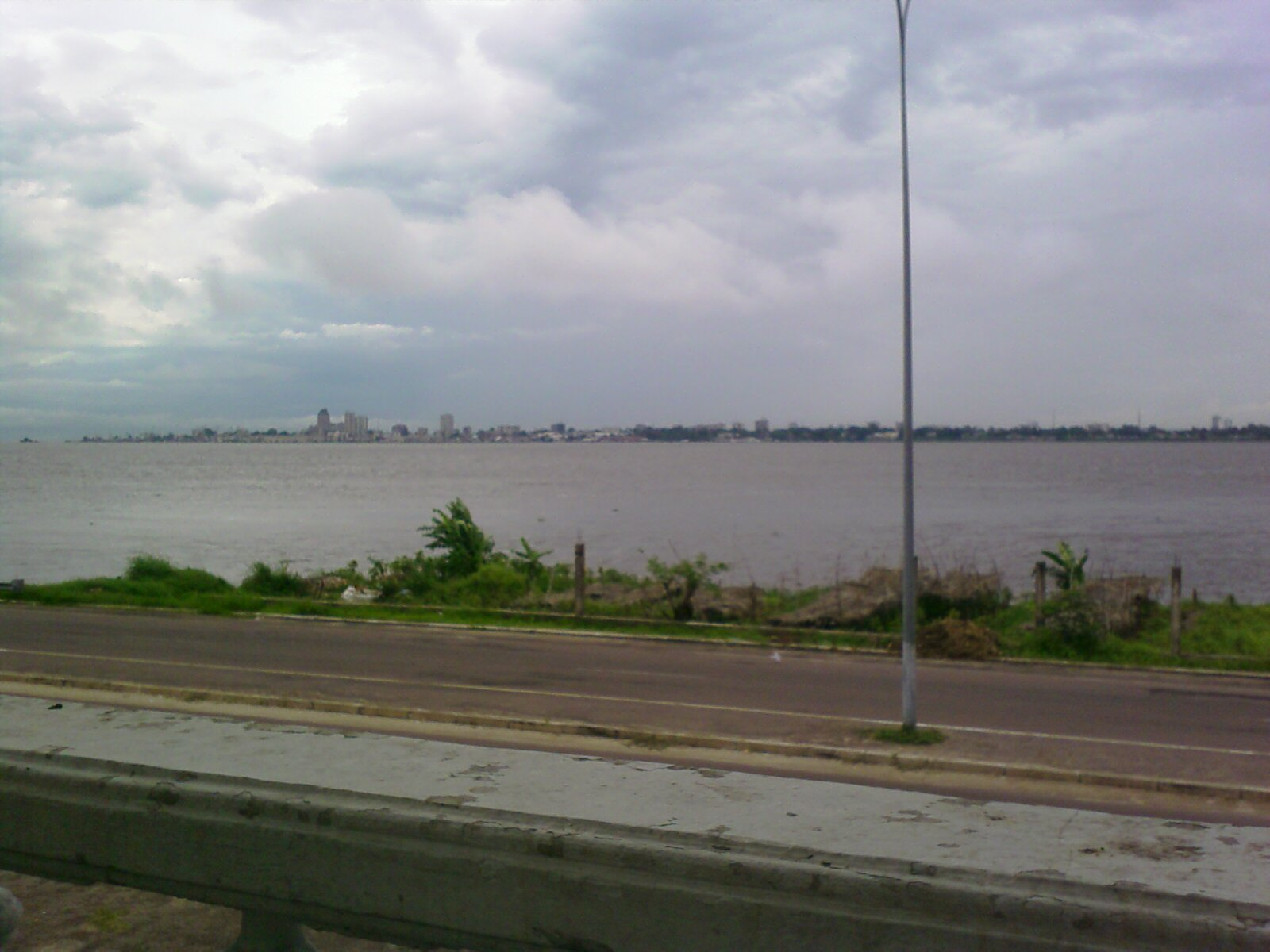
Вид на Киншасу и реку Конго

Браззавиль основан 10 сентября 1880 года как французский военный пост на реке Конго по приказу Пьера де Браззы, который был командующим французской экспедицией. В то время шло активное освоение территории нынешней Республики Конго. Французы стремились укрепиться во внутренних районах Африки и для этих целей им была необходима хорошо укреплённая крепость.
В конце XIX века город стал использоваться как торговый пункт на реке Конго. С 1903 по 1910 годы он был административным центром Французского Конго. В 1910 году Браззавиль был объявлен центром Французской Экваториальной Африки и Среднего Конго, а в 1958 году — центром автономной Республики Конго. Во время Второй мировой войны население города активно поддерживало движение «Свободная Франция» во главе с Шарлем де Голлем.
После обретения страной независимости в 1960 году Браззавиль стал столицей независимой Республики Конго. Был принят закон об однопартийной политической системе. В 1991 году в Браззавиле власти утвердили государственный флаг и гимн и приняли новую конституцию.
4 марта 2012 года в результате чрезвычайного происшествия (серия взрывов, вызванных пожаром на военном складе) в Браззавиле погибли около 200 человек, ещё около 1500 человек получили ранения. Разрушено и повреждено значительное количество зданий.

## Население
По данным на 2010 год, в Браззавиле проживало 1 408 150 человек.
Динамика изменения численности населения:
| Год  | Население |
| ---- | --------- |
| 1984 | 596 200   |
| 1996 | 856 410   |
| 2006 | 1 217 154 |
| 2010 | 1 408 150 |

Этнический состав населения составляют различные африканские народы: баконго, батеке, мбоши, санга и некоторые другие. Европейцы и американцы в Браззавиле немногочисленны. Официальный язык — французский, широко распространены и другие языки, например, банту, на котором разговаривают баконго и батеке. Большинство населения: христиане (католики и протестанты) и мусульмане, исповедуются также и местные религии.

## Экономика
Промышленность Браззавиля представлена машиностроением, текстильной и кожевенной промышленностью. Город поставляет в порт каучук, древесину и сельскохозяйственные продукты.
Через Браззавиль проходит транс-африканский автодорожный маршрут  шоссе Триполи-Кейптаун. В городе доступны такси, окрашенные в зелёный цвет. Они осуществляют около 20 % транспортных перевозок в столице. Существует паромное сообщение с Киншасой и Банги. Город является важным речным портом.
В Браззавиле расположен аэропорт Майя-Майя и железнодорожный вокзал на Конголезской океанической железной дороге.

## Культура
Браззавиль считается культурным центром Республики Конго. Здесь работает наибольшее количество начальных, средних школ и профессионально-технических училищ в стране. С 1972 года функционирует Национальный университет. В городе находится 2 института: центрально-африканских исследований и Пастеровский. Просветительскую работу осуществляют Национальный музей и Национальный театр. К главным достопримечательностям Браззавиля относятся римско-католический собор Святой Анны, построенный в 1949 году, мавзолей основателя города Пьера Саворньян де Бразза, музей ремесел, президентский дворец, здание мэрии, национальный музей Конго. К числу примечательных зданий относятся башня Набемба и офис компании «Air France».
Несмотря на довольно высокое развитие промышленности, в столице наблюдается высокий уровень безработицы. Интересы работников предприятий защищают профсоюзы.
В честь города названа американская рок-группа Brazzaville.

## Образование
- Университет Мариан Нгуаби